# 60계치킨
60계치킨은 대한민국의 치킨 프랜차이즈 브랜드이다. 본사는 서울특별시 서초구 매헌로 40에 위치하고 있다. 광고 모델은 이영자이며 한번도 사용하지 않은 기름에 1번씩 하루에 60마리만 튀긴다고 광고한다.

## 주요 연혁
- 2015년 4월 30일: 서울특별시 강남구 테헤란로78길 14-14에서 자본금 100,000,000원으로 주식회사 깨끗한치킨 법인 설립. 장조웅 사내이사 취임.
- 2015년 6월 5일: 상호명을 주식회사 깨끗한치킨에서 현 명칭인 주식회사 장스푸드로 변경.
- 2015년 11월 5일: 본점 주소를 현 위치인 서울특별시 서초구 매헌로로 이전.
- 2017년 12월 28일: 자본금을 1,600,000,000원으로 증액.

## 같이 보기
- 치킨 (한국 음식)
- 프라이드 치킨

## 본점 및 지점 현황[1]
- 본점: 서울특별시 서초구 매헌로 40 (양재동)
- 스텔라떡볶이: 서울특별시 강남구 개포로82길 13-15, 1층 5호, 9호 (개포동)
- 포장마차촌 논현점: 서울특별시 강남구 학동로2길 56, 101호, 102호 (논현동)